# Herne Hill
Herne Hill ist ein Stadtteil der Londoner Bezirke Southwark und Lambeth. Er liegt südöstlich von Brixton. Seine nördliche Spitze grenzt an Denmark Hill, während Loughborough Junction westlich und Dulwich östlich liegt.

## Geschichte

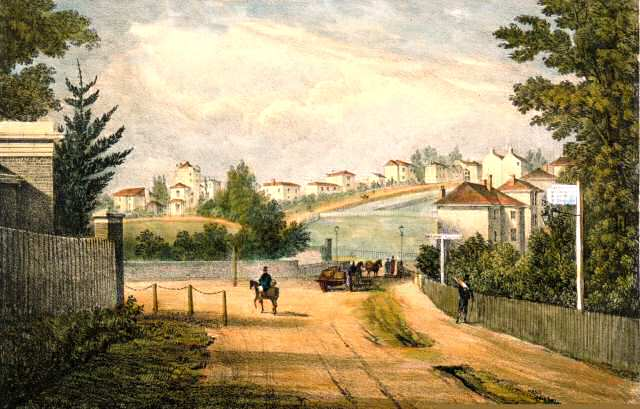
Herne Hill und die Half Moon Lane im Jahr 1823

Das heutige Stadtgebiet Herne Hills war Teil des Ritterguts Manor of Milkwell. 1783 kaufte der Holzhändler Samuel Sanders die Ländereien und teilte sie in große Grundstücke auf, die er dann an reiche Familien verpachtete. Der Name Herne Hill taucht erst 1789 in den Unterlagen auf. Über seinen Ursprung gibt es mehrere Mutmaßungen. So wird etwa spekuliert, dass der Name auf die Brüder George und Benjamin Herne zurückgeht, die im 17. Jahrhundert in diesem Gebiet lebten. Ferner wird gemutmaßt, der Name leite sich von den Reihern (englisch heron) ab, die am nahegelegenen Fluss Effra nisteten.
Die Bebauung schritt weiter voran und zur Mitte des 19. Jahrhunderts war das Gebiet zwischen Herne Hill Junction und Denmark Hill zu einer der beliebtesten und teuersten Wohngegenden Londons geworden. Mit der Zeit änderte sich die Siedlungsstruktur hin zu einem bürgerlichen Viertel.
Am Morgen des 7. August 2013 platzte eine Wasserleitung in der Half Moon Lane und große Teile des Stadtgebiets wurden überflutet. Der Wasserrohrbruch ging auf ein Verschulden des Wasserversorgungsunternehmens Thames Water zurück und verursachte einen Schaden von etwa 4 Millionen Pfund.

## Verkehr
Der Stadtteil ist über den Bahnhof Herne Hill an den öffentlichen Personennahverkehr Londons angebunden. Von dort erreicht man mit dem Thameslink die Bahnhöfe Blackfriars, Farringdon und St Pancras. Außerdem besteht Anschluss an die Flughäfen Luton und Gatwick. Mit Zügen der Gesellschaft Southeastern erreicht man die London Victoria Station und den Bahnhof Orpington. Mit sieben Bus- und zwei Nachtbuslinien ist der Stadtteil an das Netz der London Buses angeschlossen. Die nächstgelegene Station der London Underground ist die Brixton Station.

## Sehenswürdigkeiten
Auf dem Stadtgebiet befindet sich der knapp 51 Hektar große Brockwell Park. In diesem befindet sich die 1831 errichtete und denkmalgeschützte Brockwell Hall. Der Park dient als Veranstaltungsort für die jährlich stattfindende Lambeth Country Show und bietet mit dem Brockwell Lido einen Freiluft Swimmingpool.
Seit 1998 ist das Gebäude der  Herne Hill railway station ebenfalls denkmalgeschützt. Im selben Jahr wurde zudem das Half Moon Public House in der Half Moon Lane unter Denkmalschutz gestellt. Das heute als Pub dienende Gebäude beherbergte über 50 Jahre lang eine Boxhalle.
Ein weiteres denkmalgeschütztes Gebäude ist die St Paul's Church, die 1843 von G. Alexander erbaut und nach einem Brand im Jahr 1858 von George Edmund Street im gotischen Stil wieder aufgebaut wurde.
Mit der 1891 erbauten Radrennbahn Herne Hill gehörte Herne Hill zu den Austragungsorten der Bahnradsportveranstaltungen während der Olympischen Sommerspiele 1948.

## Persönlichkeiten

### Söhne und Töchter der Stadt
- J. R. Ackerley (1896–1967), Autor
- Allan Frewin Jones (* 1954), Autor

### Berühmte Bewohner
Herne Hill entwickelte sich nach und nach zum Wohnviertel von Angehörigen des Showgeschäfts. So leben etwa der Komiker Andy Hamilton, die Schauspieler Roddy McDowall und James Nesbitt hier. Auch die Politikerin Harriet Harman, die seit 1982 dem House of Commons angehört, lebt in Herne Hill.